# چابرندک
چابرِندِک (به مجاری:  Csabrendek) یک شهرداری در مجارستان است که در وسپرم واقع شده‌است. چابرندک ۴۴٫۹۴ کیلومتر مربع مساحت و ۲٬۹۷۳ نفر جمعیت دارد.